# Gösta Celander
Gösta Celander, född 4 februari 1923 i Göteborg, död där 13 mars 1996, var en svensk arkitekt. Han var tvillingbror till läkaren Olov Celander.
Celander, som var son till professor Hilding Celander och Vera Hoffman, avlade studentexamen 1943 och utexaminerades från Chalmers tekniska högskola 1953. Han anställdes hos arkitekterna Sven Brolid och Jan Wallinder i Göteborg 1948, av Göteborgs stad 1954, blev stadsarkitekt i Partille landskommun 1962 och bedrev egen arkitektverksamhet från 1964. Han var ledamot av Svenska Arkitekters Riksförbunds styrelse och nämnder från 1956. Han utförde bland annat stadsplaner för bostadsområden i Göteborg och Partille, medverkade vid upprättandet av Göteborgs generalplan och skrev artiklar i fack- och dagspress. 1963 anslöt han sig till Bengt Forser och Stig Lindgren i ett gemensamt företag som sedermera kom att kallas Arkitektgruppen CFL. kontoret deltog framgångsrikt i arkitekttävlingar och de genomförda uppdragen omfattar förvaltningsbyggnader, skolor och daghem. Kontoret kom vidare att ha en framträdande roll i skapandet av sjuttiotalets småhusområden.